# Comunitat Econòmica dels Estats de l'Àfrica Central

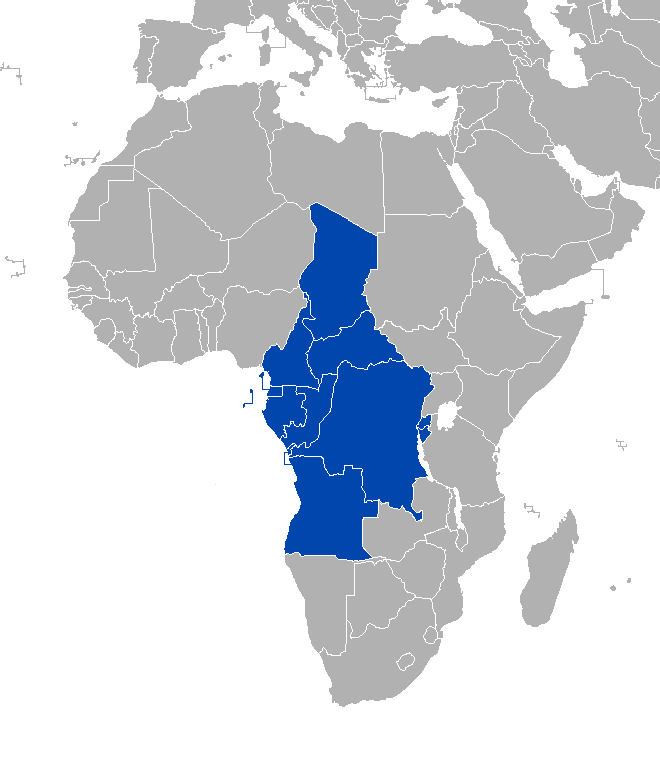
Estats membres de la CEEAC

La Comunitat Econòmica dels Estats d'Àfrica Central (abreujat en CEEAC) és una comunitat econòmica d'Àfrica central creada a Libreville, Gabon, al desembre del 1981 i amb seu en aquesta ciutat. La CEEAC va començar a estar operativa l'any 1985 i els seus objectius són de promoure la cooperació i el desenvolupament autosostingut, donant un èmfasi particular a l'estabilitat econòmica i la millora dels nivells de vida. Els onze estats membres són Burundi, Camerun, República Centreafricana, el Txad, Congo, Guinea Equatorial, Gabon, Ruanda, São Tomé i Príncipe, República Democràtica del Congo i Angola. La política de la CEEAC inclou un pla de dotze anys per tal d'eliminar impostos duaners entre els estats membres i establir un aranzel extern comú; consolidar la lliure circulació de béns, serveis i persones; millorar la indústria, el transport i les comunicacions; la unió dels bancs comercials i la creació d'un fons de desenvolupament.